# Città di Lancaster
La Città di Lancaster è una città e un distretto con status di city del Lancashire, Inghilterra, Regno Unito, con sede nella città omonima.

## Storia
Città dal 1927, il distretto fu creato con il Local Government Act 1972, il 1º aprile 1974 dalla fusione dei borough di Lancaster e Morecambe and Heysham con il distretto urbano di Carnforth, il distretto rurale di Lancaster e il distretto rurale di Lunesdale.

## Parrocchie civili
Le parrocchie, che non coprono l'area del capoluogo e Morecambe and Heysham, sono:
- Arkholme-with-Cawood
- Bolton-le-Sands
- Borwick
- Burrow-with-Burrow
- Cantsfield
- Carnforth
- Caton-with-Littledale
- Claughton
- Cockerham
- Ellel
- Gressingham
- Halton-with-Aughton
- Heaton-with-Oxcliffe
- Hornby-with-Farleton
- Ireby
- Leck
- Melling-with-Wrayton
- Middleton
- Nether Kellet
- Over Kellet
- Over Wyresdale
- Overton
- Priest Hutton
- Quernmore
- Roeburndale
- Scotforth
- Silverdale
- Slyne-with-Hest
- Tatham
- Thurnham
- Tunstall
- Warton
- Wennington
- Whittington
- Wray-with-Botton
- Yealand Conyers
- Yealand Redmayne